# Água (álbum de Fafá de Belém)
Água é o segundo álbum de estúdio da cantora brasileira Fafá de Belém, lançado em 1977 pela gravadora Philips.

## Faixas

### Lado A
| N.º            | Título               | Compositor(es)                           | Duração  |  |
| 1.             | "Pauapixuna"         | Paulo André, Ruy Barata                  | 3:57     |  |
| 2.             | "Araguaia"           | Rinaldo Barra                            | 3:37     |  |
| 3.             | "Leilão"             | Hekel Tavares, Joracy Camargo            | 3:09     |  |
| 4.             | "Cordas de Espinhos" | Luiz Coronel, Marco Aurélio Vasconcellos | 3:33     |  |
| 5.             | "Canção Passarinho"  | Luiz Roberto                             | 2:23     |  |
| 6.             | "Ontem ao Luar"      | Catulo da Paixão Cearense                | 3:00     |  |
| Duração total: | Duração total:       | Duração total:                           | 00:19:39 |  |

### Lado B
| N.º            | Título                     | Compositor(es)                    | Duração  |  |
| 1.             | "Raça"                     | Fernando Brant, Milton Nascimento | 3:05     |  |
| 2.             | "Sedução"                  | Fernando Brant, Milton Nascimento | 2:40     |  |
| 3.             | "Foi Assim"                | Paulo André, Ruy Barata           | 4:16     |  |
| 4.             | "Cidade Pequenina"         | Caetano Veloso, Roberto Menescal  | 3:15     |  |
| 5.             | "O Andarilho"              | Dalton Vogeler, Orlando Silveira  | 5:58     |  |
| 6.             | "Ave Maria dos Retirantes" | Alcivando Luz, Carlos Coqueijo    |          |  |
| Duração total: | Duração total:             | Duração total:                    | 00:19:14 |  |